# 道の駅ゆ〜ぱるのじり
道の駅ゆ〜ぱるのじり（みちのえき ゆ〜ぱるのじり）は、宮崎県小林市にある国道268号の道の駅である。

## 概要
入浴施設（温泉ではない）や物産館を核とし、隣接して宮崎県総合農業試験場の薬草・地域作物センターがある。ハーメックのじりが管理する。宮崎県立小林高等学校野尻分校跡地に整備された。
施設としては2001年（平成13年）4月26日に、道の駅としては同年10月17日にオープンした。

## 施設
- 駐車場
  - 普通車：70台
  - 大型車：5台
  - 身障者用：6台
- トイレ
  - 男：大 7器（2器）、小 7器（4器）
  - 女：11器（4器）
  - 身障者用：2器（1器）

※（）内は、24時間利用可能
- 公衆電話
- 公衆FAX
- 日帰・宿泊施設「ゆ〜ぱるのじり」（9:00 - 22:00）
- レストラン「味彩」（9:00 - 21:30）
- 喫茶店（9:00 - 21:30）
- 物産館
- 公園

## 休館日
- 第1水曜日（祝日の場合、翌日）

## アクセス
- 国道268号 - 登録路線
  - 宮崎県道29号高原野尻線

## 周辺
- 小林市野尻庁舎
- のじりこぴあ

## 参考資料
- 野尻町のあゆみ・歴史 - ウェイバックマシン（2008年5月10日アーカイブ分）